# Stictoptera uniformis
Stictoptera uniformis är en fjärilsart som beskrevs av Embrik Strand 1917. Stictoptera uniformis ingår i släktet Stictoptera och familjen nattflyn. Inga underarter finns listade i Catalogue of Life.